# إيه إيه إس آي جيت كروزر
إيه إيه إس آي جيت كروزر (بالإنجليزية: AASI Jetcruzer)‏ هي طائرة خفيفة، نقل تنفيذية بمحرك دافع ذو مرواح تربينية). أنتجت في الولايات المتحدة. من صناعة شركة الديناميكا الهوائية المتقدمة والهياكل. كان أول طيران لها في 1989. دخلت الخدمة في 1994، وسعر الطائرة الواحدة منها هو 1.6 مليون دولار.
في 8 فبراير 2002، أعلنت AASI أنها تتولى أصول Mooney ، وأنه سيتم استخدام اسم Mooney للشركات مجتمعة